# Футболіст року за версією АФЖ

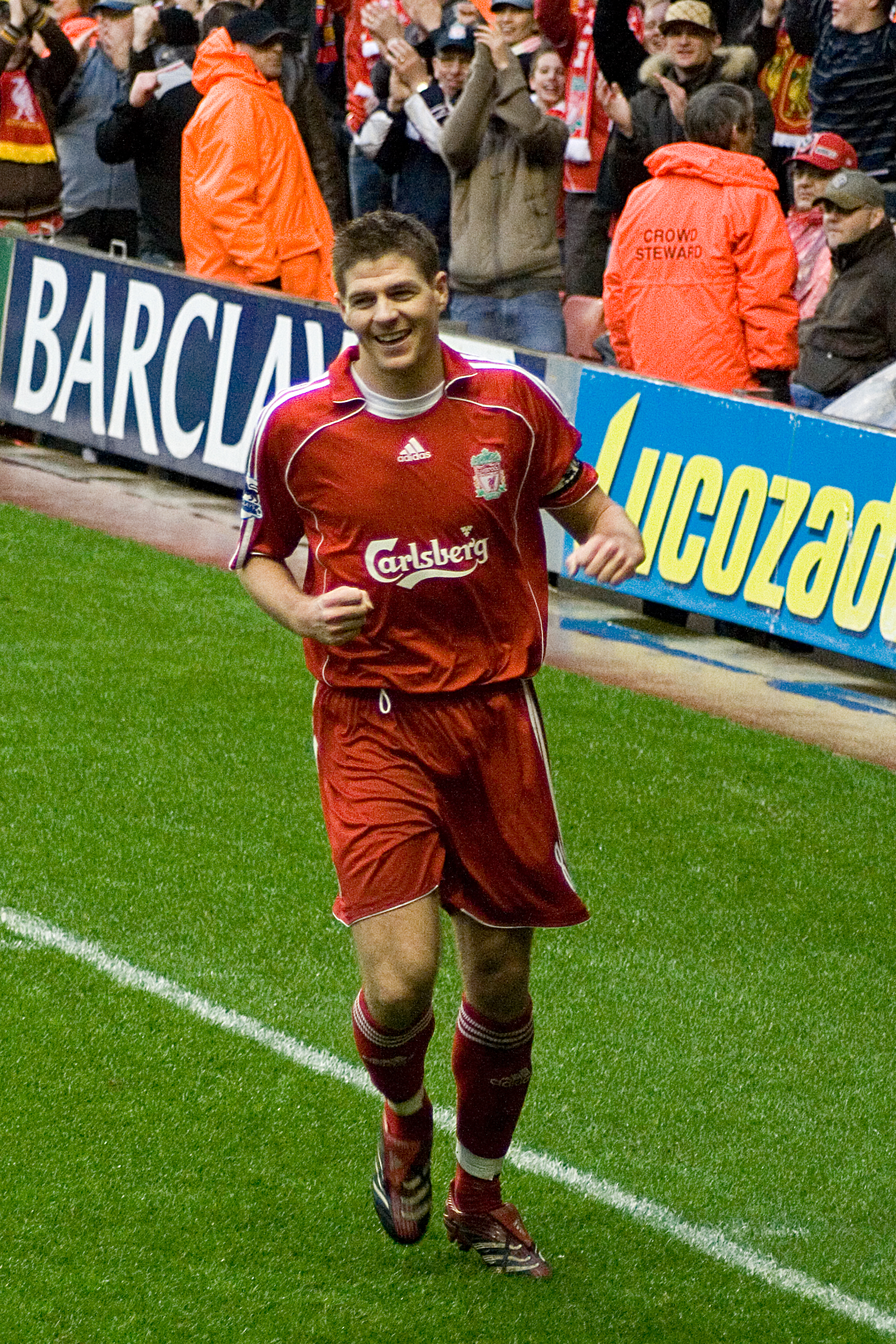
Стівен Джеррард став володарем нагороди в сезоні 2008/09

Футболіст року за версією Асоціації футбольних журналістів (англ. Football Writers' Association Footballer of the Year) — щорічна нагорода, що вручається найкращому футболістові сезону в англійському футболі. Вперше нагорода була вручена за підсумками сезону сезону 1947/48, в якому її удостоївся вінгер «Блекпула» Стенлі Метьюз. Останнім володарем нагороди є півзахисник «Тоттенгем Готспур» Гарет Бейл. Вісім футболістів вигравали цей приз більше одного разу, останній раз цим футболістом став Кріштіану Роналду, який отримав цю нагороду після закінчення сезону 2007/08.
Переможець визначається внаслідок голосування серед членів Асоціації футбольних журналістів (FWA), в яку входить близько 400 футбольних журналістів у Англії. Автором ідеї щорічної нагороди найкращому футболісту є Чарлі Б'юкен, колишній професійний футболіст, згодом журналіст і один із засновників Асоціації футбольних журналістів.

## Переможці

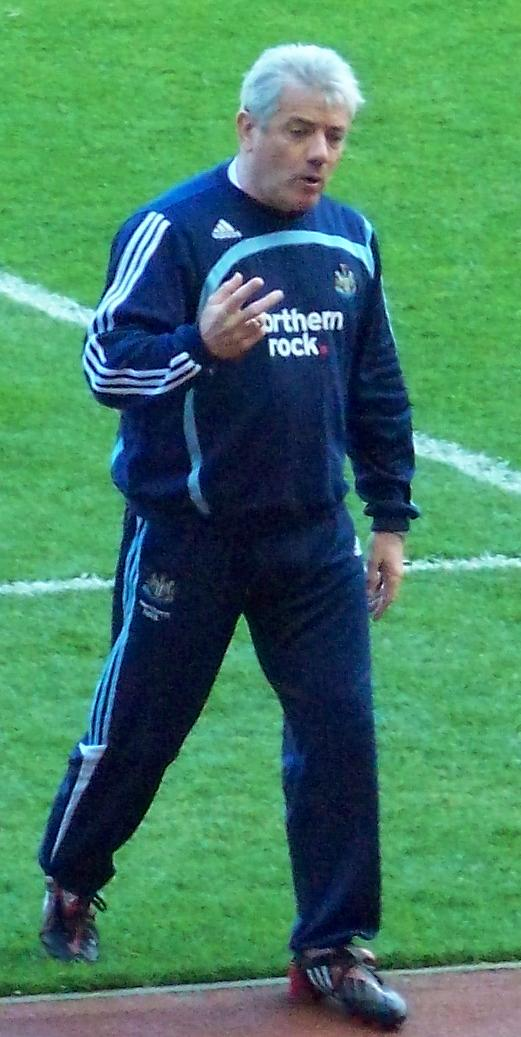
Кевін Кіган виграв нагороду 1976 року

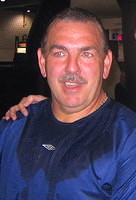
Невілл Саутолл — останній на цей момент воротар, який отримав нагороду

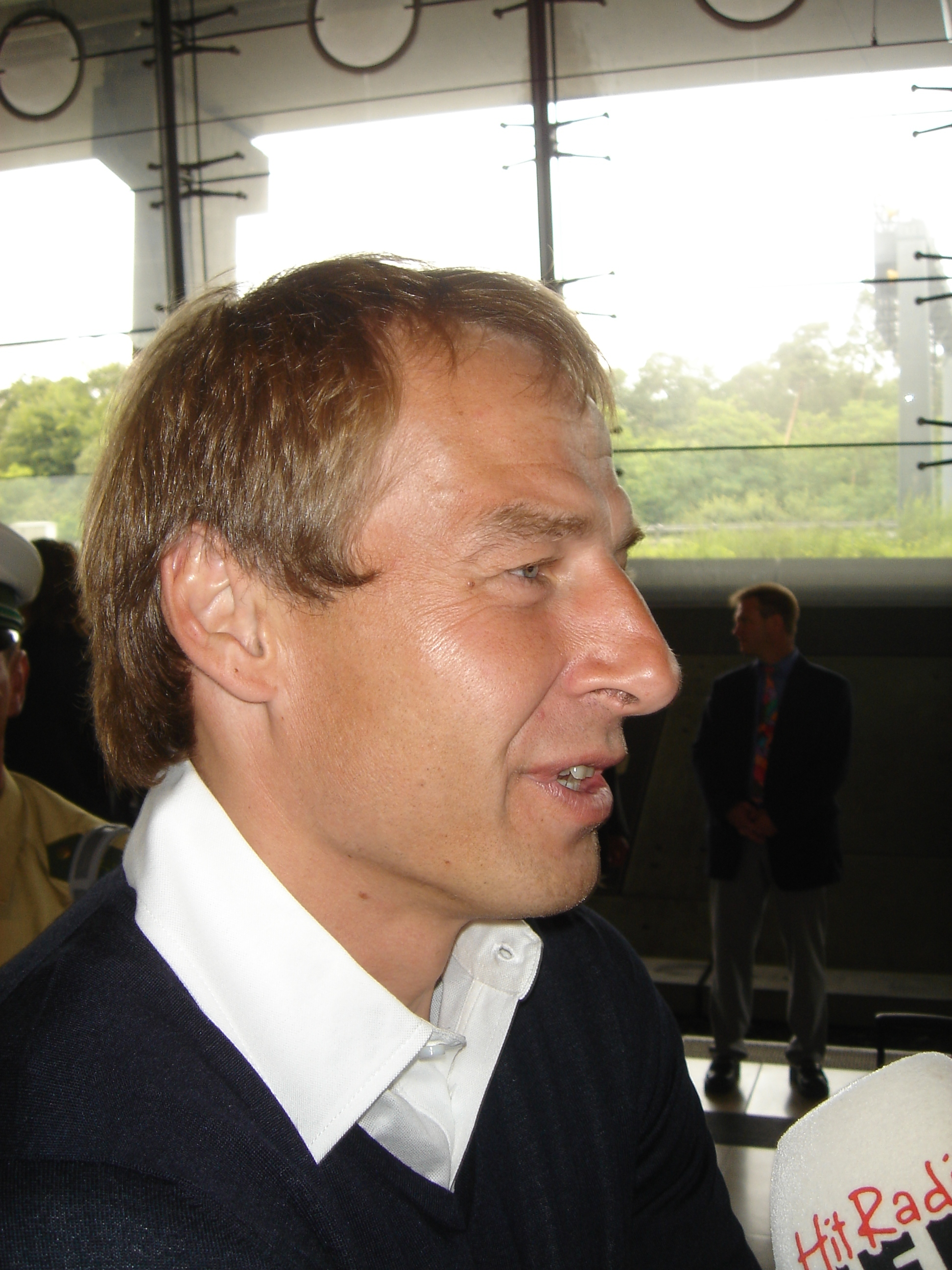
Юрген Клінсманн виграв нагороду 1995 року

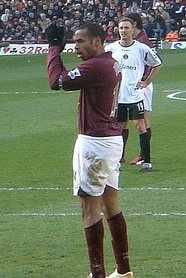
Тьєррі Анрі став першим володарем нагороди в двох сезонах поспіль

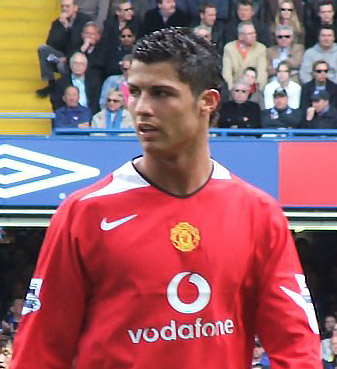
Кріштіану Роналду став володарем нагороди 2008 року

Нагорода вручалася вже 72 рази, її отримували 65 різних футболісти. Лише в одному сезоні нагороди удостоїлося два футболісти одночасно. У таблиці також відображені інші нагороди, які футболіст отримав за підсумками сезону в Англії, а саме нагороди Професійної футбольної асоціації — Гравець року за версією футболістів (PPY), Гравець року за версією вболівальників (FPY) та Молодий гравець року (YPY).
| Сезон   |                    | Гравець              | Клуб                    | Також виграв  | Примітки |
| ------- | ------------------ | -------------------- | ----------------------- | ------------- | -------- |
| 1947/48 | Англія !           | Стенлі Метьюз        | Блекпул                 |               |          |
| 1948/49 | Ірландія !         | Джекі Кері           | Манчестер Юнайтед       |               | [ 10 ]   |
| 1949/50 | Англія !           | Джо Мерсер           | Арсенал                 |               |          |
| 1950/51 | Англія !           | Гаррі Джонстон       | Блекпул                 |               |          |
| 1951/52 | Англія !           | Біллі Райт           | Вулвергемптон Вондерерз |               |          |
| 1952/53 | Англія !           | Нет Лофтгаус         | Болтон Вондерерз        |               |          |
| 1953/54 | Англія !           | Том Фінні            | Престон Норт-Енд        |               |          |
| 1954/55 | Англія !           | Дон Реві             | Манчестер Сіті          |               |          |
| 1955/56 | Німеччина !        | Берт Траутманн       | Манчестер Сіті          |               | [ 11 ]   |
| 1956/57 | Англія !           | Том Фінні            | Престон Норт-Енд        |               | [ 12 ]   |
| 1957/58 | СевернаяІрландія ! | Денні Бланчфлауер    | Тоттенгем Готспур       |               |          |
| 1958/59 | Англія !           | Сід Оуен             | Лутон Таун              |               |          |
| 1959/60 | Англія !           | Білл Слейтер         | Вулвергемптон Вондерерз |               |          |
| 1960/61 | СевернаяІрландія ! | Денні Бланчфлауер    | Тоттенгем Готспур       |               |          |
| 1961/62 | Англія !           | Джиммі Адамсон       | Бернлі                  |               |          |
| 1962/63 | Англія !           | Стенлі Метьюз        | Сток Сіті               |               | [ 13 ]   |
| 1963/64 | Англія !           | Боббі Мур            | Вест Гем Юнайтед        |               |          |
| 1964/65 | Шотландія !        | Боббі Коллінз        | Лідс Юнайтед            |               |          |
| 1965/66 | Англія !           | Боббі Чарлтон        | Манчестер Юнайтед       |               |          |
| 1966/67 | Англія !           | Джек Чарльтон        | Лідс Юнайтед            |               |          |
| 1967/68 | СевернаяІрландія ! | Джордж Бест          | Манчестер Юнайтед       |               |          |
| 1968/69 | Англія !           | Тоні Бук (спільно)   | Манчестер Сіті          |               |          |
| 1968/69 | Шотландія !        | Дейв Макай (спільно) | Дербі Каунті            |               |          |
| 1969/70 | Шотландія !        | Біллі Бремнер        | Лідс Юнайтед            |               |          |
| 1970/71 | Шотландія !        | Френк Маклінток      | Арсенал                 |               |          |
| 1971/72 | Англія !           | Гордон Бенкс         | Сток Сіті               |               |          |
| 1972/73 | СевернаяІрландія ! | Пет Дженнінгс        | Тоттенгем Готспур       |               | [ 14 ]   |
| 1973/74 | Англія !           | Іан Каллаган         | Ліверпуль               |               |          |
| 1974/75 | Англія !           | Алан Маллері         | Фулгем                  |               |          |
| 1975/76 | Англія !           | Кевін Кіган          | Ліверпуль               |               |          |
| 1976/77 | Англія !           | Емлін Г'юз           | Ліверпуль               |               |          |
| 1977/78 | Шотландія !        | Кенні Бернс          | Ноттінгем Форест        |               |          |
| 1978/79 | Шотландія !        | Кенні Далгліш        | Ліверпуль               |               |          |
| 1979/80 | Англія !           | Террі Макдермот      | Ліверпуль               | PPY           | [ 15 ]   |
| 1980/81 | Нідерланди !       | Франс Тейссен        | Іпсвіч Таун             |               |          |
| 1981/82 | Англія !           | Стів Перрімен        | Тоттенгем Готспур       |               |          |
| 1982/83 | Шотландія !        | Кенні Далгліш        | Ліверпуль               | PPY           |          |
| 1983/84 | Уельс !            | Іан Раш              | Ліверпуль               | PPY           |          |
| 1984/85 | Уельс !            | Невілл Саутолл       | Евертон                 |               |          |
| 1985/86 | Англія !           | Гарі Лінекер         | Евертон                 | PPY           |          |
| 1986/87 | Англія !           | Клайв Аллен          | Тоттенгем Готспур       | PPY           |          |
| 1987/88 | Англія !           | Джон Барнс           | Ліверпуль               | PPY           |          |
| 1988/89 | Шотландія !        | Стів Нікол           | Ліверпуль               |               |          |
| 1989/90 | Англія !           | Джон Барнс           | Ліверпуль               |               |          |
| 1990/91 | Шотландія !        | Гордон Стракан       | Лідс Юнайтед            |               |          |
| 1991/92 | Англія !           | Гарі Лінекер         | Тоттенгем Готспур       |               |          |
| 1992/93 | Англія !           | Кріс Водл            | Шеффілд Венсдей         |               |          |
| 1993/94 | Англія !           | Алан Ширер           | Блекберн Роверз         |               |          |
| 1994/95 | Німеччина !        | Юрген Клінсманн      | Тоттенгем Готспур       |               |          |
| 1995/96 | Франція !          | Ерік Кантона         | Манчестер Юнайтед       |               |          |
| 1996/97 | Італія !           | Джанфранко Дзола     | Челсі                   |               |          |
| 1997/98 | Нідерланди !       | Деніс Бергкамп       | Арсенал                 | PPY           |          |
| 1998/99 | Франція !          | Давід Жінола         | Тоттенгем Готспур       | PPY           |          |
| 1999/00 | Ірландія !         | Рой Кін              | Манчестер Юнайтед       | PPY           |          |
| 2000/01 | Англія !           | Тедді Шерінгем       | Манчестер Юнайтед       | PPY           |          |
| 2001/02 | Франція !          | Робер Пірес          | Арсенал                 |               |          |
| 2002/03 | Франція !          | Тьєррі Анрі          | Арсенал                 | PPY, FPY      |          |
| 2003/04 | Франція !          | Тьєррі Анрі          | Арсенал                 | PPY, FPY      | [ 16 ]   |
| 2004/05 | Англія !           | Френк Лемпард        | Челсі                   | FPY           |          |
| 2005/06 | Франція !          | Тьєррі Анрі          | Арсенал                 |               | [ 17 ]   |
| 2006/07 | Португалія !       | Кріштіану Роналду    | Манчестер Юнайтед       | PPY, FPY, YPY | [ 18 ]   |
| 2007/08 | Португалія !       | Кріштіану Роналду    | Манчестер Юнайтед       | PPY, FPY      | [ 19 ]   |
| 2008/09 | Англія !           | Стівен Джеррард      | Ліверпуль               | FPY           | [ 20 ]   |
| 2009/10 | Англія !           | Вейн Руні            | Манчестер Юнайтед       | PPY, FPY      | [ 21 ]   |
| 2010/11 | Англія !           | Скотт Паркер         | Вест Гем Юнайтед        |               | [ 22 ]   |
| 2011/12 | Нідерланди !       | Робін ван Персі      | Арсенал                 | PPY, FPY      | [ 23 ]   |
| 2012/13 | Уельс !            | Гарет Бейл           | Тоттенгем Готспур       | PPY, YPY      | [ 24 ]   |
| 2013/14 | Уругвай !          | Луїс Суарес          | Ліверпуль               | PPY           | [ 25 ]   |
| 2014/15 | Бельгія !          | Еден Азар            | Челсі                   | PPY           | [ 26 ]   |
| 2015/16 | Англія !           | Джеймі Варді         | Лестер Сіті             |               | [ 27 ]   |
| 2016/17 | Франція !          | Н'Голо Канте         | Челсі                   | PPY           | [ 28 ]   |
| 2017/18 | Єгипет !           | Мохаммед Салах       | Ліверпуль               | PPY, FPY      | [ 29 ]   |
| 2018/19 | Англія !           | Рахім Стерлінг       | Манчестер Сіті          | YPY           | [ 30 ]   |
| 2019/20 | Англія !           | Джордан Гендерсон    | Ліверпуль               |               | [ 31 ]   |
| 2020/21 | Португалія !       | Рубен Діаш           | Манчестер Сіті          | PPS           | [ 32 ]   |
| 2021/22 | Єгипет !           | Мохаммед Салах       | Ліверпуль               | PPY           |          |
| 2022/23 | Норвегія           | Ерлінг Голанн        | Манчестер Сіті          | PPY, PPS      | [ 33 ]   |
| 2023/24 | Англія             | Філ Фоден            | Манчестер Сіті          | PPS           | [ 34 ]   |
| 2024/25 | Єгипет !           | Мохаммед Салах       | Ліверпуль               |               | [ 35 ]   |

## Переможці за країнами
| Країна            | Кількість перемог | Роки перемог |
| ----------------- | ----------------- | --- |
| Англія            | 39                | 1947-48, 1949-50, 1950-51, 1951-52, 1952-53, 1953-54, 1954-55, 1956-57, 958-59, 1959-60, 1961-62, 1962-63, 1963-64, 1965-66, 1966-67, 1968-69 (один з двох переможців), 1971-72, 1973-74, 1974-75, 1975-76, 1976-77, 1979-80, 1981-82, 1985-86, 1986-87, 1987-88, 1989-90, 1991-92, 1992-93, 1993-94, 2000-01, 2004-05, 2008-09, 2009-10, 2010-11, 2015-16, 2018-19, 2019-20, 2023-24 |
| Шотландія         | 9                 | 1964-65, 1968-69 (один з двох переможців), 1969-70, 1970-71, 1977-78, 1978-79, 1982-83, 1988-89, 1990-91 |
| Франція           | 7                 | 1995-96, 1998-99, 2001-02, 2002-03, 2003-04, 2005-06, 2016-17 |
| Північна Ірландія | 4                 | 1957-58, 1960-61, 1967-68, 1972-73 |
| Нідерланди        | 3                 | 1980-81, 1997-98, 2011-12 |
| Уельс             | 3                 | 1983-84, 1984-85, 2012-13 |
| Португалія        | 3                 | 2006-07, 2007-08, 2020-21 |
| Єгипет            | 3                 | 2017-18, 2021-22, 2024-25 |
| Ірландія          | 2                 | 1948-49, 1999-00 |
| Німеччина         | 2                 | 1955-56, 1994-95 |
| Італія            | 1                 | 1996-97 |
| Уругвай           | 1                 | 2013-14 |
| Бельгія           | 1                 | 2014-15 |
| Норвегія          | 1                 | 2022-23 |

## Переможці за клубами
| Клуб                    | Кількість перемог | Роки перемог |
| ----------------------- | ----------------- | --- |
| Ліверпуль               | 16                | 1973-74, 1975-76, 1976-77, 1978-79, 1979-80, 1982-83, 1983-84, 1987-88, 1988-89, 1989-90, 2008-09, 2013-14, 2017-18, 2019-20, 2021-22, 2024-25 |
| Манчестер Юнайтед       | 9                 | 1948-49, 1965-66, 1967-68, 1995-96, 1999-00, 2000-01, 2006-07, 2007-08, 2009-10                                                                |
| Тоттенгем Готспур       | 9                 | 1957-58, 1960-61, 1972-73, 1981-82, 1986-87, 1991-92, 1994-95, 1998-99, 2012-13                                                                |
| Арсенал                 | 8                 | 1949-50, 1970-71, 1997-98, 2001-02, 2002-03, 2003-04, 2005-06, 2011-12                                                                         |
| Манчестер Сіті          | 7                 | 1954-55, 1955-56, 1968-69 (один з двох переможців), 2018-19, 2020-21, 2022-23, 2023-24                                                         |
| Лідс Юнайтед            | 4                 | 1964-65, 1966-67, 1969-70, 1990-91 |
| Челсі                   | 4                 | 1996-97, 2004-05, 2014-15, 2016-17 |
| Евертон                 | 2                 | 1984-85, 1985-86 |
| Сток Сіті               | 2                 | 1962-63, 1971-72 |
| Вулвергемптон Вондерерз | 2                 | 1951-52, 1959-60 |
| Престон Норт-Енд        | 2                 | 1953-54, 1956-57 |
| Блекпул                 | 2                 | 1947-48, 1950-51 |
| Вест Гем Юнайтед        | 2                 | 1963-64, 2010-11 |
| Блекберн Роверз         | 1                 | 1993-94 |
| Шеффілд Венсдей         | 1                 | 1992-93 |
| Іпсвіч Таун             | 1                 | 1980-81 |
| Ноттінгем Форест        | 1                 | 1977-78 |
| Фулгем                  | 1                 | 1974-75 |
| Дербі Каунті            | 1                 | 1968-69 (один з двох переможців) |
| Бернлі                  | 1                 | 1961-62 |
| Лутон Таун              | 1                 | 1958-59 |
| Болтон Вондерерз        | 1                 | 1952-53 |
| Лестер Сіті             | 1                 | 2015-16 |